# John Koch (kunstschilder)
John Koch (Toledo, 18 augustus 1909 - New York, 19 april 1978) was een Amerikaanse kunstschilder. Zijn kunst wordt getypeerd als 'realistisch' behorend tot het realisme. Zijn werk werd door zijn tijdgenoten en meer progressieve kunstenaars niet serieus genomen, ze omschreven hem als 'society' schilder. In de eenentwintigste eeuw is er meer waardering gekomen voor zijn schilderijen mede vanwege het feit dat zijn werk een afspiegeling vormt van scenes in New York die inmiddels zijn verdwenen.